# Jacob Micflikier
Jacob Micflikier (* 11. Juli 1984 in Winnipeg, Manitoba) ist ein kanadischer Eishockeyspieler, der zuletzt bei Fribourg-Gottéron  in der Schweizer National League unter Vertrag stand.

## Karriere

### Anfänge im College Hockey
Jacob Micflikier begann seine Karriere im Alter von 18 Jahren in der United States Hockey League bei Sioux Falls Stampede. Bei dem Team aus South Dakota, wo er unter anderem mit dem späteren NHL-Akteur Thomas Vanek zusammen auf dem Eis stand, wurde der linke Flügelstürmer in seiner zweiten Saison mannschaftsinterner Topscorer. Nach dieser Station schrieb er sich an der University of New Hampshire ein, wo er fortan für die Wildcats in der Hockey East Association, einer Division der NCAA spielte. In seiner letzten Saison an der Hochschule wurde er zum Assistenzkapitän gewählt. Mit 150 erzielten Punkten belegt der Angreifer Platz 24 der ewigen Bestenliste der Wildcats. Daneben wurde er dreimal in Folge mit dem Ted Karmeris Fan Favorite Award, der Preis für den beliebtesten Spieler unter den Fans, ausgezeichnet. Bereits in seiner zweiten Saison in der Hockey East wurde er zum MVP seiner Universität gekürt. In seinen insgesamt vier Jahren an der University of New Hampshire erzielte der Offensivspieler vier Hattricks.

### Erste Profistationen in der AHL
Am 28. März 2007, nach dem Ende der Hockey East-Spielzeit unterschrieb Micflikier einen Amateur Tryout Agreement-Vertrag bei den Springfield Falcons, dem Farmteam der Edmonton Oilers. Bei seinen neun Einsätzen in der American Hockey League konnte er sich für die Folgespielzeit empfehlen und unterzeichnete somit seinen ersten Profivertrag. Allerdings wurde Micflikier in dieser Saison größtenteils in der East Coast Hockey League bei Stockton Thunder eingesetzt. Es folgte der Wechsel zu den Rochester Americans, wo er einen Einjahresvertrag unterschrieb. Auch hier wurde er während der Saison in die ECHL zu den Florida Everblades transferiert, wo der linke Flügelstürmer einmal in der Liga zum Spieler der Woche gekürt wurde. Die Mehrzahl der Partien absolvierte Micflikier dieses Mal aber in der AHL. Seine dritte Saison in der höchsten Minor League im nordamerikanischen Eishockey absolvierte der Kanadier bei seinem dritten Verein, den Albany River Rats. Auch in dieser Saison kam er zu Einsätzen bei den Florida Everblades in der ECHL. Obwohl er nur 16 Spiele für die Mannschaft aus Estero absolvierte, wurde er sowohl zum "Spieler des Monats November" gekürt, als auch für das ECHL-All-Star-Game nominiert. Für die Saison 2010/11 wurde der Kontrakt des Spielers verlängert. Allerdings schnürte der Kanadier nach einem Standortwechsel in dieser Spielzeit für die Charlotte Checkers die Schlittschuhe. In seiner ersten vollständigen AHL-Saison wurde er hinter Zach Boychuk und Chris Terry Dritter der internen Scoringliste. Trotzdem folgte ein weiterer Vereinswechsel. Micflikier unterschrieb bei den Washington Capitals aus der National Hockey League, wurde allerdings nur bei deren Farmteam, den Hershey Bears, eingesetzt.

### Wechsel nach Europa
Der Kanadier entschloss sich zu einem Wechsel nach Europa und unterschrieb einen Kontrakt beim Schweizer Erstligisten EHC Biel. Aufgrund des Lockouts lief Micfikier meistens in einer Linie mit den NHL-Stars Patrick Kane und Tyler Seguin auf. Dadurch erzielte der Angreifer die meisten Punkte seiner Mannschaft und belegte ligaweit Platz vier der Scorerwertung. Außerdem gewann er am Silvestertag mit dem Team Canada durch einen 7:2-Finaltriumph über den HC Davos den Spengler Cup. Trotzdem verließ der Kanadier nach der Saison die National League A und entschied sich für ein lukrativeres Angebot des HK Dinamo Minsk. Allerdings konnte er sich in der Kontinentalen Hockey-Liga nicht behaupten und verließ nach nur elf Einsätzen die belarussische Hauptstadt. Es folgte die Rückkehr in die Schweizer Eliteklasse, wo er beim HC Lugano einen Zweijahresvertrag unterzeichnete. Die Saison 2014/15 verbrachte Micflikier beim Linköpings HC in der Svenska Hockeyligan, bevor er im Mai 2015 innerhalb der Liga zu Luleå HF wechselte. Mit 33 Punkten (19 Tore, 14 Assists) war er in der Hauptrunde der Saison 2015/16 bester Scorer Luleås.
Im April 2016 wurde er vom EHC Biel aus der Schweizer National League A (NLA) unter Vertrag genommen, wo er bereits während der Spielzeit 2012/13 angestellt war.

## Erfolge und Auszeichnungen
- 2006 Hockey East All-Tournament Team
- 2012 Spengler-Cup-Gewinn mit dem Team Canada
- 2016 Spengler-Cup-Gewinn mit dem Team Canada

## Karrierestatistik
(Legende zur Spielerstatistik: Sp oder GP = absolvierte Spiele; T oder G = erzielte Tore; V oder A = erzielte Assists; Pkt oder Pts = erzielte Scorerpunkte; SM oder PIM = erhaltene Strafminuten; +/− = Plus/Minus-Bilanz; PP = erzielte Überzahltore; SH = erzielte Unterzahltore; GW = erzielte Siegtore; 1 Play-downs/Relegation; Kursiv: Statistik nicht vollständig)